# کتاکاندورا
کتاکاندورا (به لاتین: Ketakandura) یک منطقهٔ مسکونی در سری‌لانکا است که در استان مرکزی (سری‌لانکا) واقع شده‌است.